# Amsterdamsche Droogdok Maatschappij
Die niederländische Werft Amsterdamsche Droogdok Maatschappij NV (ADM) in Amsterdam bestand von 1877 bis 1985. Der Schwerpunkt der Werftarbeit lag auf dem Reparatur- und Umbausektor, es wurden jedoch in den Jahren von 1950 bis 1965 auch Neubauten erstellt. Ein weiteres wichtiges Arbeitsfeld war der Schiffsmaschinenbau.

## Geschichte

### Gründung und Wachstum
Das Unternehmen wurde am 4. September 1877 auf Betreiben der Reederei Stoomvaart Maatschappij „Nederland“ als reine Reparaturwerft gegründet und begann im Jahr darauf auf einem Gelände am Nordufer der IJ sein erstes Schwimmdock (Koninginnedok/Dok 2, 4000 Tonnen Tragfähigkeit) zu betreiben. 1884 vergrößerte die ADM sich um einen nahegelegenen Werftbetrieb mitsamt dessen Schwimmdock (Koningsdok/Dok 1, 3000 Tonnen Tragfähigkeit). Die Eröffnung der Mittelschleuse des Nordseekanals in IJmuiden im Jahr 1896 ließ die Größe der Amsterdam anlaufenden Schiffe sprunghaft ansteigen und markierte den Beginn eines raschen wirtschaftlichen Aufschwungs der Amsterdamer Werft. In kurzer Zeit stellte sie weitere Docks in Dienst, 1899 das Wilhelminadok/Dok 3 mit 7500 Tonnen Tragfähigkeit und 1911 das Julianadok/Dok 4, mit 12.000 Tonnen Tragfähigkeit. Letzteres wurde im Jahr nach seiner Inbetriebnahme vergrößert, woraufhin seine Tragfähigkeit auf 16.500 Tonnen stieg (1938 verkauft). 1924 kam das nochmals deutlich größere Hendrikdok/Dok 5 mit 25.000 Tonnen Tragfähigkeit hinzu. 1938 wurde das Julianadok verkauft, woraufhin das Hendrikdok/Dok 5 als Dok 4 weitergeführt wurde. Das Hendrikdok wurde am 22. September 1944 mit dem noch eingedockten italienischen Schiff XXIV Maggio durch ein deutsches Sprengkommando versenkt; nach Kriegsende hob man das Dock und nahm es erneut in Gebrauch.

### Nachkriegszeit

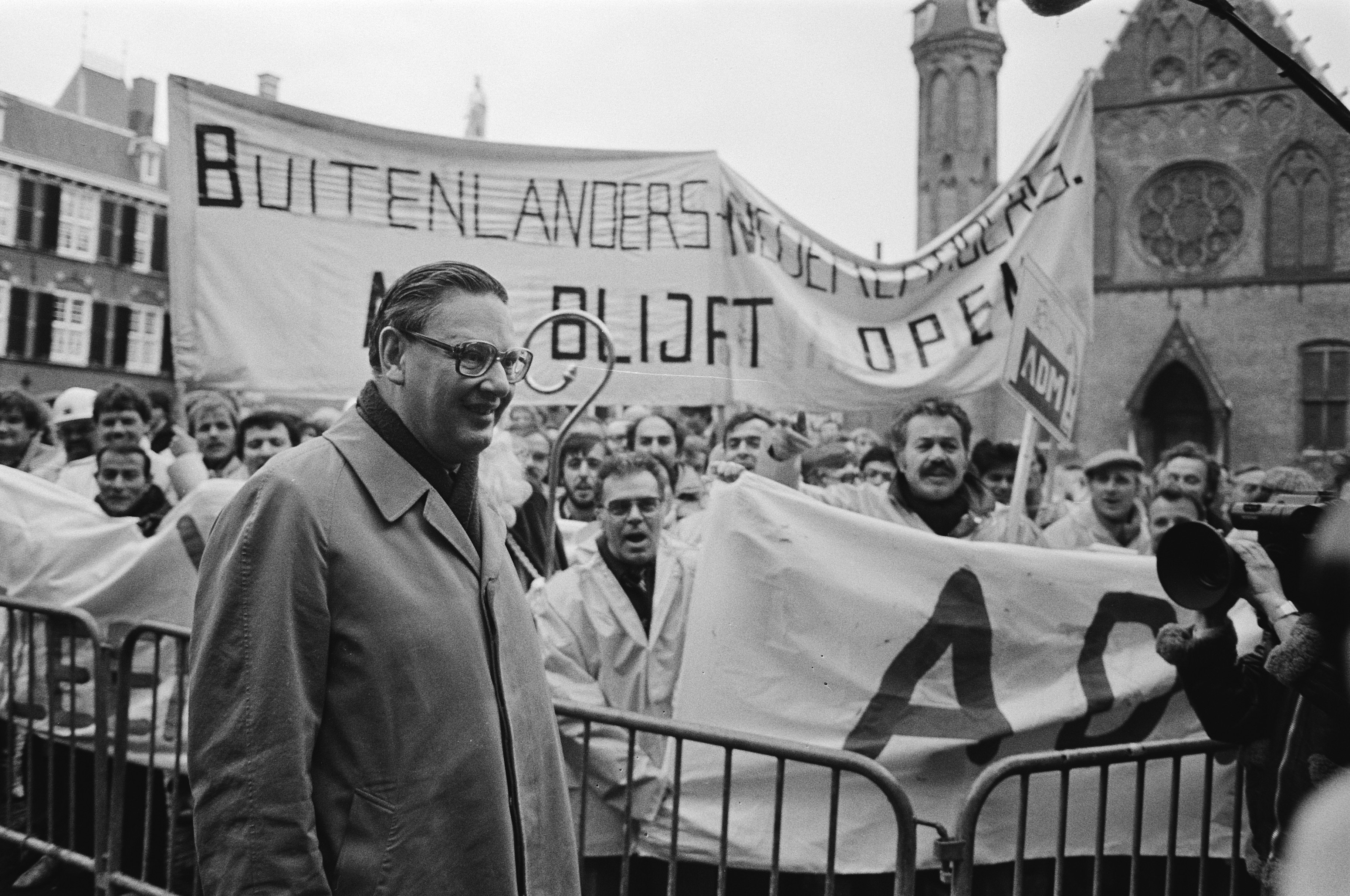
Protestierende Werftarbeiter im Dezember 1982

Nach den Wiederaufbauarbeiten der ersten Nachkriegsjahre baute ADM ab 1950 auch neue Schiffe. Da die Werft über keine eigenen Hellingen verfügte, wurden die Schiffe im Koninginnedok aus vorgefertigten Sektionen montiert und später ausgedockt. Zehn Jahre darauf erwarb die ADM ein 42 Hektar großes Gelände im westlichen Hafengebiet, auf dem sie eine zweite Niederlassung baute. Am alten Standort "Werf Noord" in Amsterdam Nord hatte die Werft keine Erweiterungsmöglichkeiten. Die im Jahre 1965 in Betrieb genommene "Werf Westhaven" verfügte über eine große Lagerhalle, ein Bürogebäude und eine Pier, an der das im Nordbetrieb gebaute Dok 5 festgemacht wurde. In diesem Dock beendete die ADM den Schiffbau und wandte sich wieder ganz ihrem Spezialgebiet zu, der Schiffsreparatur.
Der Schiffsmaschinenbau bildete über Jahre rund die Hälfte der Gesamtbelegschaft. Das Arbeitsfeld umfasste die Reparatur und, insbesondere in den Nachkriegsjahren, den Neubau von Dampfkesseln und Dampfmaschinen, Dieselmotoren und Gasgeneratoren, wobei in Lizenz bekannten Hersteller gearbeitet wurde. Die Maschinenfabrik der ADM baute darüber hinaus sogar Druckmaschinen.
Im Zuge des wirtschaftlichen Abschwungs schloss sich die ADM im Jahr 1978 mit der Nederlandsche Dok en Scheepsbouw Maatschappij (NDSM) zusammen. Die eigentliche ADM wurde aufgelöst, der Reparaturbereich beider Unternehmen in der neuen Amsterdamsche Droogdok Maatschappij BV zusammengeschlossen und der Schiffsneubau in der Nederlandsche Scheepsbouw Maatschappij (NSM) konzentriert. Im Mai 1984 ging auch diese NSM in Konkurs.

### Nach dem Konkurs
Auf dem ehemaligen Gelände der "Werf Noord" wurde später ein Wohnviertel angelegt. Die "Werf Westhaven" wurde zunächst von 1987 bis 1992 von Hausbesetzern besetzt, geräumt und 1997 nach einem Verkauf an Amstellimo BV und Chidda Vastgoed BV, zwei Entwicklungsgesellschaften des Unternehmers Bertus Lüske, erneut besetzt. Auf dem Gelände hatte sich ein alternatives Künstlerdorf angesiedelt, das unter anderem das experimentelle ROBODOCK-Festival veranstaltete. Inzwischen will die Gemeinde Amsterdam das Gelände zu Hafenerweiterung nutzen.